# Lettre d'Amarna EA 3
La Lettre amarnienne EA 3 est une lettre de correspondance entre le souverain d'Égypte, Amenhotep III, et Kadashman-Enlil Ier, le roi de Babylone. Dans la traduction de William L. Moran, la lettre porte le titre superficiel ou synoptique de Mariage, grognements, ouverture de palais. La lettre fait partie d'une série de correspondances de Babylone à l'Égypte, qui vont de EA 2 à EA 4 et de EA 6 à EA 14. EA 1 et EA 5 sont des correspondances de l'Égypte vers la Babylonie,,.
Le contenu de la lettre est le suivant :

« Dis à Nimu'wareya, le roi d'Égypte, mon frère : Ainsi Kadašman-Enlil, le roi de Karaduniyaš, ton frère. Pour moi, tout va bien. Pour toi, pour ta maison, tes femmes, et pour tes fils, ton pays, tes chars, tes chevaux, tes magnats, tout va très bien.
En ce qui concerne la jeune fille, ma fille, au sujet de laquelle tu m'as écrit en vue du mariage, elle est devenue une femme ; elle est nubile. Il suffit d'envoyer une délégation pour aller la chercher. Auparavant, mon père vous envoyait un messager et vous ne le reteniez pas longtemps. Vous l'envoyiez rapidement, et vous envoyiez aussi à mon père ici un beau cadeau de bienvenue.
Mais maintenant, lorsque je vous ai envoyé un messager, vous l'avez retenu pendant six ans et vous m'avez envoyé comme cadeau de bienvenue la seule chose en six ans : 30 minas d'or qui ressemblaient à de l'argent. Cet or a été fondu en présence de Kasi ton messager et il en a été témoin. Lorsque vous avez célébré une grande fête, vous ne m'avez pas envoyé votre messager pour me dire "Viens manger et boire" et vous n'avez pas non plus envoyé mon cadeau de bienvenue à l'occasion de la fête. C'est seulement 30 minas d'or que tu m'as envoyé. Mon cadeau ne correspond pas à ce que je t'ai donné chaque année.
J'ai construit une nouvelle maison. Dans ma maison, j'ai construit un grand... Tes messagers ont vu l'intérieur de la maison et le..., et ils sont contents. Maintenant, je vais ouvrir une maison. Viens toi-même manger et boire avec moi. Je n'agirai pas comme vous l'avez fait vous-même. J'envoie 25 hommes et 25 femmes, 50 en tout, à mon service pour l'inauguration de la maison.
...pour 10 chars de bois et 10 attelages de chevaux que je t'envoie comme cadeau de bienvenue. »